# Cebrio neapolitanus
Cebrio neapolitanus is een keversoort uit de familie Cebrionidae. De wetenschappelijke naam van de soort is voor het eerst geldig gepubliceerd in 1847 door A. Costa.